# Beste Gelegenheit zum Sterben (Film)
Beste Gelegenheit zum Sterben ist eine Fernsehdokumentation aus dem Jahr 1992. Sie wurde für das Bayerische Fernsehen produziert und basiert auf den Kriegserlebnissen und Aufzeichnungen eines elsässischen Soldaten im Ersten Weltkrieg.

## Hintergrund und Inhalt
Mitte der 1980er Jahre entdeckte Bernd Ulrich im Militärarchiv Freiburg die Kriegserinnerungen von Dominik Richert, die insgesamt auf 337 Schreibmaschinenseiten abgefasst waren. Gemeinsam mit der Rundfunkjournalistin Angelika Tramitz, die den Verfasser, die Herkunft und den Hintergrund recherchierte, brachten die beiden 1989 das Werk erstmals als Buch mit dem Titel Beste Gelegenheit zum Sterben im Knesebeck Verlag heraus. 1992 wurde der Stoff durch die Oberland TV München verfilmt. Dabei folgt das Drehbuch dem erschienenen Buch und weniger den Aufzeichnungen. Die Szenen werden von Laiendarstellern nachgespielt, während zwei Sprecher im Hintergrund die Geschichte hörbuchartig erzählen. Dazu wird ergänzend zuweilen historisches Filmmaterial gezeigt.